# مزرعه (روسپی‌خانه)

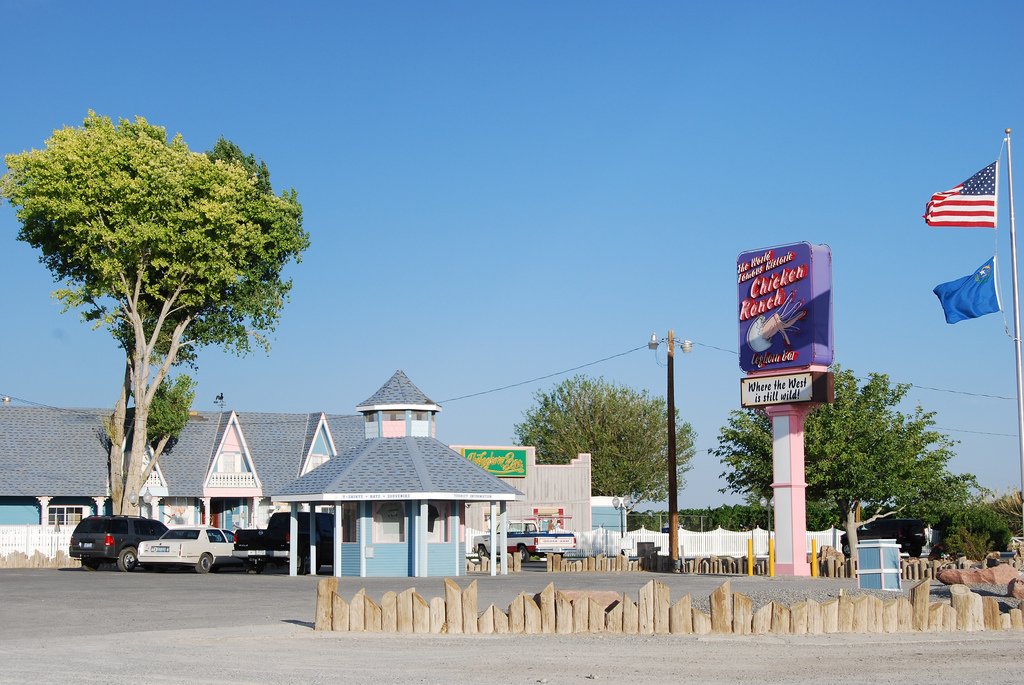
فاحشه خانه مزرعه مرغ (مرغداری) (Chicken Ranch) در شهر پهرامپ نوادا

مزرعه یا رَنچ (انگلیسی: Ranch)، نام رایجی است که برای توصیف فاحشه خانه به‌خصوص در مناطق غربی ایالات متحده آمریکا، استفاده می‌شود.

## خاستگاه
استفاده از این اصطلاح، به روسپی‌خانه واقعی در نزدیکی شهر لا گرانج تگزاس بر می‌گردد که یک فاحشه خانه قدیمی بود که دیگر باز نیست و مرغ‌ها را به عنوان پرداخت در دوران رکود بزرگ می‌پذیرفت.

## شناخته شده‌ترین نمونه‌ها
- در حال حاضر یک فاحشه خانهٔ قانونی به نام مزرعه مرغ (مرغداری) (انگلیسی: Chicken Ranch)، در خارج از شهر پهرامپ در نوادا وجود دارد.
- مزرعه شری (انگلیسی: Sheri's Ranch) فاحشه خانهٔ قانونی دیگر، درست خارج از شهر پهرامپ در نوادا.
- مزرعه موستانگ (انگلیسی: Mustang Ranch) قبلاً یک فاحشه خانهٔ قانونی در نزدیکی شهر رینو نوادا بود (در سال ۱۹۹۹ بسته شد؛ حقوق استفاده مجدد از نام تجاری، اکنون در دادگاه قطع شده‌است).
- مزرعه خرگوش مهتابی (انگلیسی: Moonlite BunnyRanch) یک فاحشه خانهٔ قانونی در نزدیکی شهر کارسون‌سیتی نوادا است.

بسیاری از دیگر فاحشه خانه‌های قانونی نوادا نیز عبارت «مزرعه» را در نام خود گنجانده‌اند.